# Маганове
Маганове — комплексна пам'ятка природи місцевого значення. Об'єкт розташований на території Онуфріївського району Кіровоградської області, поблизу с. Дереївка.
Площа — 70 га, статус отриманий у 2008 році.